# Бунневик, Хьелль Магне
Хьелль Магне Бунневик (норв. Kjell Magne Bondevik; род. 3 сентября 1947, Молде) — норвежский лютеранский пастор и политик. Племянник норвежского политика Хьелля Бунневика.
С 1997 по 2000 и с 2001 по 2005 годы занимал пост премьер-министра Норвегии. С 1973 по 2005 годы являлся представителем Христианской народной партии в Стортинге. В январе 2006 года основал The Oslo Centre — организацию, занимающуюся соблюдением прав человека и межрелигиозной толерантности, а также выступающей за мир во всём мире.